# Lepthyphantes nigridorsus
Lepthyphantes nigridorsus är en spindelart som beskrevs av Lodovico di Caporiacco 1935. Lepthyphantes nigridorsus ingår i släktet Lepthyphantes och familjen täckvävarspindlar. Inga underarter finns listade i Catalogue of Life.